# جيسيكا غولدبرغ
جيسيكا غولدبرغ (بالإنجليزية: Jessica Goldberg)‏ هي مخرجة منفذة وكاتِبة ومنتجة تلفزيونية وكاتبة سيناريو وكاتبة مسرحية أمريكية، ولدت في 1975.

## وصلات خارجية
- جيسيكا غولدبرغ على موقع IMDb (الإنجليزية)
- جيسيكا غولدبرغ على موقع ألو سيني (الفرنسية)
- جيسيكا غولدبرغ على موقع أول موفي (الإنجليزية)
- جيسيكا غولدبرغ على موقع قاعدة بيانات الفيلم (الإنجليزية)
- جيسيكا غولدبرغ على موقع كينوبويسك (الروسية)